# Rinconada (departament)
Departament Rinconada (hiszp. Departamento de Rinconada) – departament położony jest w zachodniej części prowincji Jujuy. Jego powierzchnia wynosi 6407 km². Stolicą departamentu jest Rinconada, miasto położona na wysokości 4320 m n.p.m.. Departament został utworzony w 1899 roku. W 2010 roku populacja departamentu wynosiła 2488. Na terenie departamentu znajduje się utworzony w 1992 roku Reserva Provincial Alto Andina de la Chinchilla mający za zadaniem ochronę szynszyli, wikunii i licznych wysokogórskich ptaków np. flaminga andyjskiego. 
Innym ważnym zabytkiem przyrody znajdującym się na terenie departamentu oraz dwóch z nim sąsiadujących departamentów Cochinoca i Yavi, jest utworzony w 1980 roku pomnik przyrody Laguna Pozuelos (hiszp. Monumento natural Laguna de los Pozuelos).  W 1990 roku Laguna de los Pozuelos została uznana za pierwszy rezerwat biosfery w Argentynie. Na terenie laguny występują rzadkie gatunki ptaków m.in. łyska wielka, płatkonóg trójbarwny, szablodziób andyjski, szlamnik amerykański. Jednak największą atrakcją laguny Pozuelos są trzy gatunki flamingów, które występują w ilości dochodzącej do 30 tysięcy sztuk. Są to flaming andyjski, flaming chilijski i flaming krótkodzioby.
Departament Susques a graniczy z czterema innymi departamentami prowincji: Cochinoc, Yavi, Santa Catalina  i Susques, z którym granica została wyznaczona wzdłuż 23 równoleżnika. Od zachodu graniczy z Chile i Boliwią. 
Przez departament przebiega Droga krajowa 40 (ruta nacional n.º 40 «Libertador General Don José de San Martín»), same w sobie będąca dużą atrakcją turystyczną. Przebiegają kilka dróg prowincjonalnych. 
Departament składa się z dwóch gmin (municipios): Mina  Pirquitas (1224 mieszkańców) i Rinconada (992).
W skład departamentu wchodzą m.in. miejscowości: Mina Pan de Azúcar, Antiguyo, Carahuasi,   Ciénaga Grande, Cincel, Chinchillas, Lagunillas de Pozuelos, Loma Blanca, Orosmayo, Tiomayo, Pozuelos, Santo Domingo.